# Vassili Vassilievitch Kotchoubeï (1883-1960)
Pour les autres membres de la famille, voir Famille Kotchoubeï.
Vassili Vassilievitch Kotchoubeï (en alphabet cyrillique : Василий Васильевич Кочубей), né le 31 janvier 1883 à Moscou et mort le 2 octobre 1960 en France (inhumé au cimetière russe de Sainte-Geneviève-des-Bois), est un aristocrate et homme politique russe qui fut maréchal de la noblesse de la province de Piriatinski, député de la quatrième Douma et chambellan de la Maison impériale de Russie (1908).

## Famille
Fils du chambellan Vassili Abramovitch Kotchoubeï (1826-1897) et de son épouse, née comtesse Maria Alexeïevna Kapnist (1848-1925).
Le 5 février 1917, Vassili Vassilievitch Kotchoubeï épousa Anna Ignatievna Zakrevskaïa (1887-1941), fille de l'avocat russe Ignati Platonovitch Zakrevski (1839-1906).
Deux enfants naquirent de cette union : 
- Vassili Vassilievitch Kotchoubeï (1917-1943). Il épousa Ielena Alexandrovna Lodyjenskaïa (1914-2006).
- Olga Vassilievna Kotchoubeï (1918-).

## Biographie
Vassili Vassilievitch Kotchoubeï avait pour ascendant Küçük, un bey tartare de Crimée. Né dans une famille de Petite Russie (on dirait ukrainienne aujourd'hui), le jeune Vassili étudia au Lycée Alexandrovski de Yalta puis poursuivit ses études à la Faculté de droit de l'Université impériale de Saint-Pétersbourg.
Élu par le district de Piriatinski, il occupa la fonction de maréchal de la noblesse de cette province de 1906 à 1917.
Le 18 octobre 1912, il fut élu à l'unanimité député de la quatrième Douma par les membres siégeant à l'assemblée provinciale de Poltava. Il militait au sein du parti de l'Union du 17 octobre. C'est en août 1915, que fut fondé à l'initiative de Milioukov le « Bloc progressiste » et Kotchoubeï rejoignit les représentants des partis parlementaires libéraux formant ce parti progressiste.

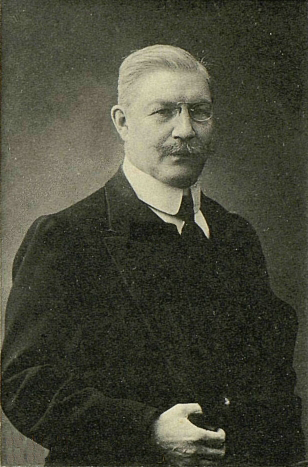
Pavel Nikolaïevitch Milioukov en 1910

Il prit une part active dans le cadre de propositions législatives aux travaux sur les questions religieuses destinées à l'information du public. Il était rapporteur de la Commission au cours de la première et de la seconde sessions parlementaires dans le cadre de propositions législatives. Au cours de la Première Guerre mondiale, il était membre du Comité de secours aux blessés de la Grande Guerre.
De février à mars 1917, Kotchoubeï siégea sous la présidence de Rodzianko, en qualité de commissaire au Comité intérimaire de la Douma d'État et à la Chancellerie de Sa Majesté l'Impératrice Maria Fiodorovna et de Sa Majesté l'Impératrice Alexandra Fiodovona (œuvre de charité fondée en 1796),.

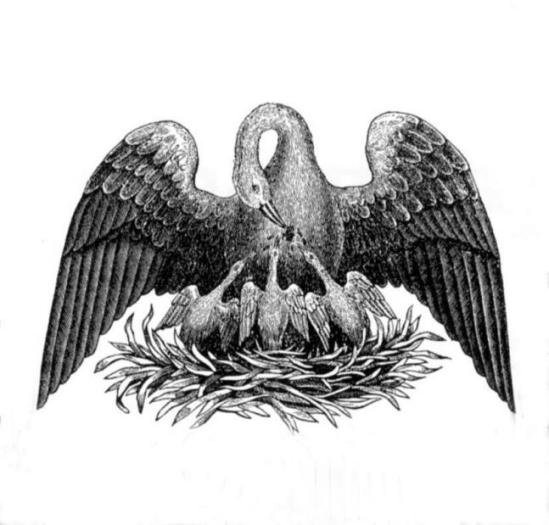
Emblème de la Chancellerie de Sa Majesté l'Impératrice Maria Fiodorovna : une mère pélican nourrit ses petits avec son sang, ce qui signifie l'amour des parents pour leurs enfants et les soins prodigués par l'empereur à son peuple

En avril 1917, Kotchoubeï siégea à la Commission militaire du Comité intérimaire de la Douma d'État. Il participa parmi les 488 députés de la Douma d'État aux quatre convocations à la Conférence d'État de Moscou présidée par Kerenski (forum politique convoquée par le gouvernement provisoire. Cette réunion se déroula du 25 août au 28 août 1917).
Franc-maçon, après les événements d'Octobre 1917, Vassili Vassilievitch Kotchoubeï émigra en France, où il s'installa à Paris et devint membre du chapitre de la loge maçonnique Astrée.

## Mort et inhumation
Vasili Vasilievitch Kotchoubeï mourut le 2 octobre 1960 à Paris. Il est inhumé au cimetière russe de Sainte-Geneviève-des-Bois.

## À noter
- Son frère aîné Piotr Vasilievitch Kotchoubeï (1880-1918) maréchal de la noblesse fut fusillé par les Bolcheviks à Kiev en 1918[10].
- Son jeune frère Nikolaï Vasilievitch Kotchoubeï (1885-1931) mourut en exil le 25 avril 1931.

## Sources
- Grande encyclopédie russe. S.L. Kravets. 2010.  (ISBN 978-5-85270-346-0)